# キム・シェルストレーム
キム・シェルストレーム（スウェーデン語: Kim Källström, 1982年8月24日 - ）は、スウェーデン・サンドヴィーケン出身の元プロサッカー選手。元スウェーデン代表。現役時代のポジションはミッドフィールダー。

## 経歴
2014年1月31日、アーセナルへレンタル移籍した。
2015年6月5日、グラスホッパーに移籍した。
2017年2月10日、ユールゴーデンに復帰した。同年12月15日、現役引退を発表した。

## 代表歴

### 出場大会
- スウェーデン代表
  - 2006 FIFAワールドカップ

### 試合数
- 国際Aマッチ 131試合 16得点（2001年-2016年）[4]

| スウェーデン代表 | 国際Aマッチ | 国際Aマッチ |
| 年               | 出場        | 得点        |
| ---------------- | ----------- | ----------- |
| 2001             | 2           | 0           |
| 2002             | 5           | 0           |
| 2003             | 7           | 1           |
| 2004             | 10          | 1           |
| 2005             | 7           | 2           |
| 2006             | 12          | 2           |
| 2007             | 9           | 2           |
| 2008             | 10          | 3           |
| 2009             | 9           | 2           |
| 2010             | 7           | 0           |
| 2011             | 11          | 3           |
| 2012             | 9           | 0           |
| 2013             | 10          | 0           |
| 2014             | 8           | 0           |
| 2015             | 9           | 0           |
| 2016             | 6           | 0           |
| 通算             | 131         | 16          |

## タイトル

### クラブ
ユールゴーデンIF
- アルスヴェンスカン 2002, 2003
- スヴェンスカ・クッペン 2002

オリンピック・リヨン
- リーグ・アン 2006-07, 2007–08
- クープ・ドゥ・フランス 2007-08, 2011-12
- トロフェ・デ・シャンピオン 2006, 2007

アーセナルFC
- FAカップ 2013-14